# Dust Lane
Dust Lane är det sjätte studioalbumet av den franska kompositören och musikern Yann Tiersen, utgivet den 11 oktober 2010 på skivbolaget ANTI- i USA och på Mute Records i Europa.
Albumet spelades till stor del in i Tiersens nuvarande hem på Ouessant, en liten ö vid West Britannys kust i Frankrike medan andra delar spelades in i södra Filippinerna och de sista bitarna och mixningen ägde rum vid The Chairworks Studio i Castelford tillsammans med producenten Ken Thomas. Till skillnad från det tidigare karaktäristiska användandet av dragspel och fiol, visar Dust Lane upp en stil med mindre kompositioner och med inslag av 80-tals synth och postpunk. På den officiella hemsidan säger Tiersen: "I was a teenager during the late ’80s and ’90s and was a huge fan of analogue synth".

## Låtlista
All text och musik av Yann Tiersen där inget annat anges
1. "Amy" – 5:01
2. "Dust Lane" – 5:11
3. "Dark Stuff" – 5:54
4. "Palestine" – 4:31
5. "Chapter 19" (Text: Henry Miller) – 5:02
6. "Ashes" – 5:18
7. "Till the End" – 7:49
8. "Fuck Me" – 7:42

## Listplaceringar
| Lista (2010)        | Högsta placering |
| ------------------- | ---------------- |
| Frankrike           | 36               |
| Belgien (Flandern)  | 96               |
| Belgien (Vallonien) | 97               |

## Medverkande
- Yann Tiersen – sång, gitarr, keyboard, leksakspiano, stråkar, bas, effekter, producent
- Matt Elliott – sång samt ytterligare gitarr och vissling på "Dark Stuff"
- Gaëlle Kerrien & Syd Matters – sång
- Dave Collingwood – trummor
- Ken Thomas – producent, mixning
- Steve Whitfield – assisterande mixning
- Ray Staff – mastering
- Gwenaëlle Roujanski – inspelning
- f. lor – inspelning (kör, trummor)
- Frank Loriou – fotografi, skivomslag